# Dieter Ripberger
Dieter Ripberger (* 1987 in Schwäbisch Gmünd) ist ein deutscher Kulturmanager.

## Leben und Wirken
Dieter Ripberger studierte Philosophie und Kulturmanagement an der Universität Hildesheim und absolvierte einen Master in Arts Administration an der Universität Zürich. Anschließend war er in verschiedenen Funktionen im Kulturbereich tätig, unter anderem als Referent des Intendanten am Theater Konstanz, als Betriebsdirektor am Theater Lindau und am Thalia Theater Hamburg im Bereich Development. Als Referent für Kulturpolitik im Deutschen Bundestag war er mit Themen der auswärtigen und föderalen Kulturpolitik beschäftigt.
Von 2018 bis 2023 war Ripberger gemeinsam mit seinem Ehepartner Peer Mia Ripberger Co-Intendant des Zimmertheaters Tübingen. Zudem ist er Mitgründer des deutsch-schweizerischen Thinktanks für Kulturberatung modul33.org.
Ripberger übernahm ab Februar 2024 die Position des geschäftsführenden Direktors des Staatstheaters Kassel, wurde allerdings noch im September desselben Jahres vom Hessischen Ministerium für Wissenschaft und Kunst freigestellt. Eine Begründung wurde nicht bekannt. Intendanz, Spartenleitungen sowie weitere Beschäftigte des Hauses protestierten gegen diesen Schritt. Im November einigte sich Ripberger mit dem Ministerium auf eine Beendigung der Zusammenarbeit. Im April 2025 wurde seine Berufung als Geschäftsführender Direktor und Stellvertreter des Intendanten (Oliver Reese) am Berliner Ensemble zum Juni 2025 bekanntgegeben.
Er ist Mitglied im Beraterkreis des Dialogprozesses „Kulturpolitik der Zukunft“ des Ministeriums für Wissenschaft, Forschung und Kunst Baden-Württemberg und seit 2019 stellvertretendes Mitglied im Verwaltungsrat des Deutschen Bühnenvereins. Als Experte war er Gast bei Panels und Diskussionen zu kulturpolitischen Themen. Seit 2022 ist er Mitglied des Kuratoriums der Akademie Schloss Solitude, er ist außerdem Mitglied der Jury des Marie-Zimmermann-Stipendiums für Dramaturgie.

## Privates
Ripberger ist mit dem Regisseur und Autor Peer Mia Ripberger verheiratet.

## Publikationen
- mit Peer Mia Ripberger: Weniger Rückspiegel, mehr Fernlicht. In: Franziska Richter (Hrsg.) Echoräume des Schocks. Wie uns die Corona-Zeit verändert. Reflexionen Kulturschaffender und Kreativer. Eine Anthologie. Verlag J.H.W.Dietz-Nachf., Bonn 2020, ISBN 978-3-8012-0589-8